# Облатка
Обла́тка (від лат. oblatum — «жертвенний дар») — тонкий білий коржик, зазвичай прямокутної форми, прісний (або виготовлений з неквасного і несоленого тіста), який випікається з білого борошна та води без додавання дріжджів. Ним діляться християни зазвичай римо-католицького обряду, зібравшись за різдвяним столом, загадуючи собі бажання. Облатки є традиційними у Польщі, Україні, Литві, Словаччині, Чехії та Білорусі.
На облатках часто витиснені християнські релігійні зображення такі як Діва Марія з малям Ісусом та Вифлеємська зірка.
Облатки ідентичні за складом до гостії, що використовується під час святої меси в католицькій церкві. Однак різдвяна облатка не використовується під час перемінення в ході євхаристійної молитви.